# La Blonde de Pretoria
La Blonde de Pretoria est le 77e roman de la série SAS, écrit par Gérard de Villiers et publié en 1985 dans la collection Plon (Presses de la Cité). Comme tous les SAS parus au cours des années 1980, le roman a été édité lors de sa publication en France à 100 000 exemplaires.
L'action se déroule courant mai et juin 1983 à Pretoria (Afrique du Sud) et Gaborone (Botswana). 
Malko Linge est chargé de neutraliser « définitivement » une terroriste est-allemande.

## Personnages principaux
- Malko Linge : héros du roman, Autrichien, agent contractuel de la CIA.

## Résumé
20 mai 1983 à Pretoria : un terrible attentat dans Church Street fait de nombreuses victimes. Une dangereuse terroriste est-allemande est identifiée comme étant le bras armé de l'ANC et de Umkhonto we Sizwe. 
Pour éviter que d'autres actions meurtrières soient commises, la CIA, travaillant conjointement avec les services sud-africains, demande à Malko de la neutraliser « définitivement ». Au cours de son enquête, Malko va découvrir qu'elle pourrait le mener jusqu'à Joe Slovo...

## Autour du roman
Malko était déjà venu dans cette zone de l'Afrique dans Compte à rebours en Rhodésie (SAS n°43 - 1976).